# Mar Maroon
Mar Maroon es el sexto álbum de estudio de la banda japonesa 12012. Fue lanzado el 11 de marzo de 2009 en dos versiones, una limitada y otra regular. La edición limitada venía con 12 pistas y un DVD adicional que contenía el video promocional de la canción «Aitai Kara...» y una entrevista con la banda. La edición regular incluía como pista adicional la canción «Negai».
Alcanzó el número # 50 en el ranking del Oricon Style Albums Weekly Chart.

## Lista de canciones
| Edición Regular (CD) |                           |          |  |
| N.º                  | Título                    | Duración |  |
| 1.                   | «The World»               |          |  |
| 2.                   | «DNA»                     |          |  |
| 3.                   | «As»                      |          |  |
| 4.                   | «Smile Again»             |          |  |
| 5.                   | «Merry Go World»          |          |  |
| 6.                   | «Psycho Virus»            |          |  |
| 7.                   | «Aitai Kara....»          |          |  |
| 8.                   | «SYSTEM [0] DOWN»         |          |  |
| 9.                   | «Taiyou»                  |          |  |
| 10.                  | «Generation»              |          |  |
| 11.                  | «I Deal»                  |          |  |
| 12.                  | «Hallelujah -Album Ver.-» |          |  |
| 13.                  | «Negai»                   |          |  |

| Edición Limitada (CD) |                           |          |  |
| N.º                   | Título                    | Duración |  |
| 1.                    | «The World»               |          |  |
| 2.                    | «DNA»                     |          |  |
| 3.                    | «As»                      |          |  |
| 4.                    | «Smile Again»             |          |  |
| 5.                    | «Merry Go World»          |          |  |
| 6.                    | «Psycho Virus»            |          |  |
| 7.                    | «Aitai Kara....»          |          |  |
| 8.                    | «SYSTEM [0] DOWN»         |          |  |
| 9.                    | «Taiyou»                  |          |  |
| 10.                   | «Generation»              |          |  |
| 11.                   | «I Deal»                  |          |  |
| 12.                   | «Hallelujah -Album Ver.-» |          |  |

| Edición Limitada (DVD) |                                                              |          |  |
| N.º                    | Título                                                       | Duración |  |
| 1.                     | «「逢いたいから．．．．-Another Direction-」＆interview映像» |          |  |